# Друга республіка Вермонт
Друга республіка Вермонт (англ. Second Vermont Republic (SVR)) — це група, яка існує в штаті Вермонт і бореться за повернення незалежності Республіки Вермонт (1777-1791), будучи прикладом сецесіонізму в США. Група представляє себе як спільноту мирних громадян, а також науковий центр, що «протистоїть тиранії корпоративної Америки і тиранії уряду США. Метою групи є мирне повернення штату Вермонт початкового статусу незалежної республіки Вермонт». В якості моделі для своєї державності рух бачить такі країни, як Норвегія, Данія, Фінляндія, Швеція, Швейцарія. 
Організація була заснована в 2003 році Томасом Нейлором (1936-2012), колишнім професором економіки Дюкського ніверситету, який опублікував в тому ж році книгу «Маніфест Вермонта».
З часу свого створення прихильники групи в основному виступають за підтримку місцевого фермерства, місцевого виробництва та малого бізнесу штату Вермонт, проводячи акції на захист і підтримку власних виробників товарів і послуг. Учасники групи також виступають за застосування принципів прямої демократії і передачу більшості повноважень на рівень місцевого самоврядування. 